# I Don't Want to Set the World on Fire
«I Don't Want to Set the World on Fire» (укр. Я не хочу спалити світ) — пісня в жанрі попмузики 1938 року, яку виконували такі виконавці як Горацій Гейдт, Harlan Leonard, The Ink Spots і His Rockets.

## Історія
Вона була написана у 1938 році Бенні Бенджаміном, Едді Даргемом, Солом Маркусом і Едді Сейлером, але вперше записана трьома роками пізніше гуртом Harlan Leonard and His Rockets. Її переспівували кілька музикантів і гуртів, найуспішніше — Горацій Гейдт на лейблі Columbia Records, чия версія досягла першого місця в американському попчарті, та гурт The Ink Spots на Decca, чия версія досягла четвертого місця в тому ж чарті. Серед інших ранніх версій — Томмі Такер, Мітчелл Ейрс та (у Великій Британії) Віра Лінн. Пісня з відкритим рядком «Я не хочу спалити світ / Я просто хочу запалити полум'я у твоєму серці...» стала особливо популярною після нападу на Перл-Гарбор у грудні 1941 року.
Пізніше пісню записали Бетті Картер, Френкі Лейн, Браян Гайленд, Ентоні Ньюлі, Сюзі Боґґусс та інші.

## Популярна культура
У комедійному фільмі 1949 року «Паспорт на Пімліко» після того, як з'ясовується, що Пімліко технічно є частиною герцогства Бургундія, виконується пісня на честь того, що британські закони про ліцензування музики більше не поширюються на Пімліко.
В епізоді «Будиночок жаху на дереві XVII» анімаційного серіалу «Сімпсони», коли постапокаліптична сцена, спричинена вторгненням інопланетян, зникає у фінальних титрах, звучить виконання пісні гуртом The Ink Spots.
Версія The Ink Spots 1941 року звучить у відеоіграх Fallout 3, Fallout 4 і Fallout 76 від Bethesda Softworks на внутрішньому радіо.
Він з'являється у початковій сцені прем'єри третього сезону серіалу «Зоряний шлях: Пікар».
Пісня коротко використовується у 5 сезоні серіалу «Якось у казці» на каналі ABC.
Квартет маппет-пожежників заспівав її в епізоді «Маппет-шоу» з Роєм Кларком у головній ролі.